# Onicólise
Onicólise refere-se ao descolamento da unha do leito da unha a partir da ponta (distal) ou dos lados. Diz-se ocorrer especialmente no dedo anelar, mas pode ocorrer em qualquer uma das unhas. A causa mais comum de onicólise é a psoríase. Também pode ocorrer na tireotoxicose e pensa-se ser devido da hiperatividade simpático. Também pode ser visto em infecções ou trauma. A Onicólise cria um espaço subungueal que acumula sujeira e restos de queratina; a coloração branco-acinzentada é causada pela presença de ar sob a unha, mas a cor varia de amarelo e castanho; a área pode ter odor fétido quando a lâmina ungueal sobrejacente é removida.

## Causas
As possíveis causas incluem:
- Trauma físico, forte o suficiente para erguer ou deslocar lateralmente a unha;
- Fungos (Onicomicose por Trichophyton, Microsporum ou Candida)
- Bactérias (principalmente Pseudomonas)
- Psoríase;
- Dermatite alérgica
- Circulação periférica prejudicada, por exemplo, Síndrome de Raynaud
- Doenças sistêmicas: hiper e hipotiroidismo, artrite reativa, porfiria cutânea tardia
- Às vezes, uma reação aos detergentes (por exemplo, lavar pratos com as mãos, usando xampus ou sabonetes à base de detergente).

## Tratamento
Quando a causa é uma micose, é tratada com antimicóticos (terbinafina, itraconazol ou amorolfina) e quando a causa são pseudomonas pode ser tratada com gentamicina ou de uma combinação de polimixina B com bacitracina. Quando há desconforto, pode ser feito o desbridamento da placa ungueal separada e aplicação local, duas vezes ao dia, de solução de ácido acético diluído (vinagre branco a 50%).